# Pakistan na igrzyskach Wspólnoty Narodów
Pakistan wystartował po raz pierwszy na igrzyskach Wspólnoty Narodów w 1954 roku na igrzyskach w Vancouver i uczestniczył we wszystkich igrzyskach do igrzysk w Edynburgu w 1970. Następnie miała miejsce przerwa w startach. Trwała ona do igrzysk w Auckland w 1990 roku i od tamtej pory Pakistan startuje regularnie na każdych igrzyskach do dziś. Reprezentacja zdobyła najwięcej złotych medali (8) podczas igrzysk w Perth w 1962 r., a najwięcej medali w ogóle (10) na igrzyskach w Cardiff w 1958 roku.

## Klasyfikacja medalowa
| Igrzyska          | Złoto | Srebro | Brąz | Razem |
| ----------------- | ----- | ------ | ---- | ----- |
| 1954 Vancouver    | 1     | 3      | 2    | 6     |
| 1958 Cardiff      | 3     | 5      | 2    | 10    |
| 1962 Perth        | 8     | 1      | 0    | 9     |
| 1966 Kingston     | 4     | 1      | 4    | 9     |
| 1970 Edynburg     | 4     | 3      | 2    | 9     |
| 1990 Auckland     | 0     | 0      | 0    | 0     |
| 1994 Victoria     | 0     | 0      | 3    | 3     |
| 1998 Kuala Lumpur | 0     | 1      | 0    | 1     |
| 2002 Manchester   | 1     | 3      | 4    | 8     |
| 2006 Melbourne    | 1     | 3      | 1    | 5     |
| 2010 Nowe Delhi   | 2     | 1      | 2    | 5     |
| Razem             | 24    | 21     | 20   | 65    |

### Według dyscyplin
| Dyscyplina        | Złoto | Srebro | Brąz | Razem |
| ----------------- | ----- | ------ | ---- | ----- |
| Zapasy            | 20    | 10     | 7    | 37    |
| Lekkoatletyka     | 2     | 3      | 5    | 10    |
| Podnoszenie cięż. | 1     | 4      | 1    | 6     |
| Boks              | 1     | 2      | 3    | 6     |
| Strzelectwo       | -     | 1      | 2    | 3     |
| Hokej na trawie   | -     | 1      | 1    | 2     |
| Razem             | 24    | 21     | 20   | 65    |